# Wanda Zamenhof-Zaleska

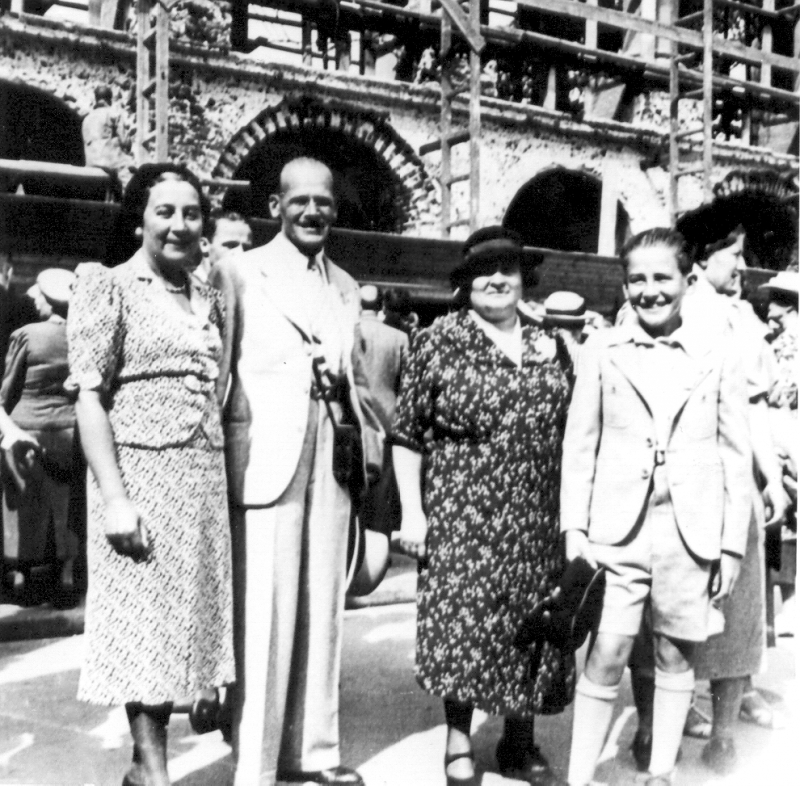
Wanda Zamenhof (z lewej) z rodziną, ok. 1935 r.

Wanda Zamenhof-Zaleska, z domu Frenkiel (ur. 19 lipca 1893 w Warszawie, zm. 30 lipca 1954 tamże) – polska lekarka-okulistka, synowa Ludwika Zamenhofa, żona Adama, matka Krzysztofa.

## Życiorys
Pochodziła z zasymilowanej rodziny żydowskiej. Jej ojcem był szkolny kolega Ludwika Zamenhofa z czasów studiów medycznych w Moskwie – doktor Maksymilian Frenkiel (1859–1936), matką – Zofia z domu Celnikier, zamordowana w getcie warszawskim w sierpniu 1942.
Studiowała medycynę w Lozannie. W 1921 otrzymała dyplom lekarski. Następnie została asystentką i żoną Adama Zamenhofa. Pracowała jako okulistka w Szpitalu Starozakonnych na Czystem.
Podczas II wojny światowej wraz z synem została przesiedlona do getta warszawskiego, gdzie mieszkała w budynku parafii Wszystkich Świętych i pracowała jako lekarz. W sierpniu 1942 znalazła się na Umschlagplatzu, skąd udało się jej wydostać dzięki lekarskiemu kitlowi. W ucieczce z getta pomógł jej ksiądz Marceli Godlewski. Po „aryjskiej” stronie ukrywała się wraz z synem pod przybranym nazwiskiem Zaleski u Włodzimierza Janczewskiego.
Wanda Zamenhof zmarła 30 lipca 1954 w drodze do pacjenta, śmiertelnie potrącona przez ciężarówkę.